# It's a Beautiful Day (gruppo musicale)
It's a Beautiful Day è stato un gruppo rock formatosi a San Francisco (California) nel luglio 1967, nato da un'idea del violinista David LaFlamme. Il nome trae ispirazione dalle condizioni del tempo del giorno della sua formazione.
LaFlamme, già solista con la Utah Symphony Orchestra, era stato precedentemente nella band Orkustra e, cosa piuttosto insolita, suonava con un violino a cinque corde. Gli altri componenti il gruppo erano sua moglie Linda (tastiere), Pattie Santos (voce), Hal Wagenet (chitarra), Mitchell Holman (basso) e Val Fuentes (batteria). Quantunque essi siano stati uno dei primi e più importanti gruppi di San Francisco ad emergere dalla Summer of Love, It's a Beautiful Day non hanno mai raggiunto il grande successo dei loro contemporanei, come i Grateful Dead e i Santana, con il quale avevano dei collegamenti. It's A Beautiful Day, durante i sette anni di attività ufficiale, hanno creato una particolare miscela di stili rock, jazz, folk, classica e world beat.

## Dal 1967 al 1969
Il manager originale del gruppo, Matthew Katz, aveva già lavorato con i Jefferson Airplane e i Moby Grape. I membri di It's a Beautiful Day non erano a conoscenza che gli altri due gruppi stavano già cercando di por fine ai loro rapporti d'affari con Katz. Durante il 1967 e all'inizio del 1968 Katz impedì ai Beautiful Day di esibirsi a San Francisco, dicendo loro che non erano pronti. Egli organizzò la loro prima apparizione pubblica in un club che lui stesso controllava, a Seattle (Washington) già noto come Encore Ballroom (Sala da ballo Encore). Katz ribattezzò il club "San Francisco Sound". Mentre stava a Seattle il gruppo visse nella soffitta di una vecchia casa di proprietà di Katz, scrivendo e provando nuovi brani tra una esibizione e l'altra. Pochi clienti vennero al club di Seattle nel periodo dei loro concerti, nel dicembre 1967.
Il loro brano White Bird era nato dalle esperienze di David e Linda LaFlamme a Seattle. Per ironia, nonostante il nome della band fosse "It's a Beautiful Day" (è un bellissimo giorno), la canzone è triste e in parte è stata ispirata dal clima piovoso invernale di Seattle. In un'intervista successiva, David LaFlamme disse: «Da dove venne White Bird... Eravamo come uccelli in gabbia in quella soffitta. Non avevamo soldi, senza mezzi di trasporto, il tempo era pessimo. Disponevamo solo di un piccolo sussidio per il cibo. È stata veramente un'esperienza, ma in un certo senso è stata molto creativa.»
Quando i musicisti tornarono a San Francisco erano senza un soldo e frustrati per i tentativi di Katz di manipolare la loro carriera. Nella disperazione cominciarono a suonare in qualche club senza l'approvazione di Katz. La band cominciò piano piano ad essere conosciuta e a guadagnare denaro. È un bellissimo giorno quando viene loro offerta la prima grande occasione, la possibilità di aprire il concerto dei Cream al Coliseum di Oakland il 4 ottobre 1968. In questo periodo il gruppo inizia un lungo processo per cercare di sganciarsi da Katz e nello stesso anno firma per l'etichetta discografica Sound Records.
L'album di debutto, It's a Beautiful Day del maggio 1969, prodotto da David LaFlamme a Los Angeles, viene inizialmente pubblicato dalla Sound, ma poi viene distribuito dalla CBS/Columbia Records che ha anche acquisito il loro contratto. Contiene brani come White Bird, Hot Summer Day, Girl With No Eyes e Time Is e da quasi tutti è giudicato il loro miglior album. Il tema della canzone, Bombay Calling, è stato in seguito utilizzato, con un tempo più lento, dai Deep Purple come intro di Child in Time nel loro album Deep Purple in Rock. La voce e il violino di David LaFlamme assieme al canto di Pattie Santos attrassero l'attenzione anche delle Radio in FM, e a livello nazionale White Bird sfiorò il Billboard's Hot 100, piazzandosi al  numero 118. In agosto l'album raggiunge la posizione numero 47 delle classifiche americane, e nel maggio del 1970, anche grazie a un loro tour, raggiunge la posizione numero 28 delle classifiche inglesi.

## 1970 e oltre

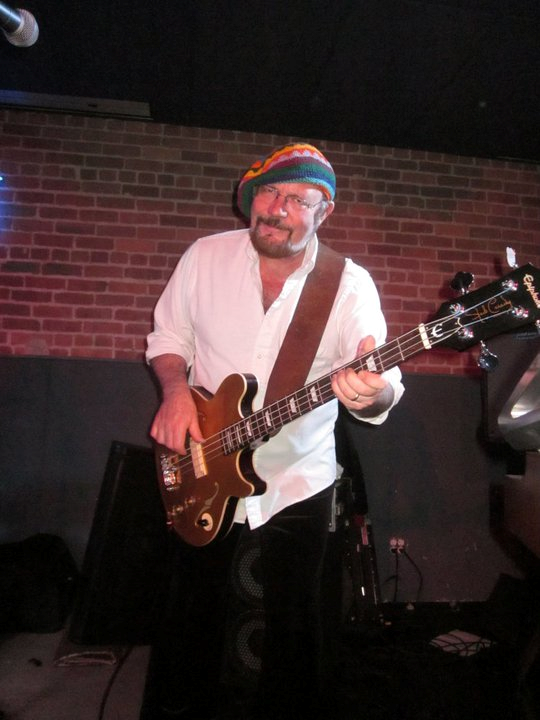
Toby Gray in concerto (2011)

Nel 1970 la formazione originale della band cambia un po', la coppia LaFlammes si separa e Linda lascia la band, sostituita da Fred Webb. L'album successivo, Marrying Maiden, uscito nel 1970, vede la partecipazione come ospite in alcuni brani di Jerry Garcia dei Grateful Dead, include brani memorabili e diviene anche un successo da classifica. In quell'anno il gruppo si esibisce durante l'Holland Pop Festival al Bos Kralingse di Rotterdam (Paesi Bassi) e in giugno al Festival inglese di Bath, che vedeva presenti tra gli altri anche i Led Zeppelin, i Pink Floyd, i Santana e Donovan. Tom Fowler (poi bassista di Frank Zappa) e Bill Gregorio si uniscono alla formazione nel marzo 1971, la loro prima esecuzione assoluta in diretta avviene alla famosa KSAN radio di San Francisco, con ospite Tom Donahue che li introduce come i due nuovi membri della band.
La formazione registra Choice Quality Stuff/Anytime nel 1971 e l'album dal vivo Live at Carnegie Hall nel 1972, ed è in tournée fino al 1974, quando il gruppo si scioglie, dopo l'album 1001 Nights. Nel 1976 LaFlamme incide come solista l'album White Bird per la Amherst Records; l'album arriva alla posizione numero 159 delle classifiche USA, mentre White Bird come singolo arriva finalmente nella Hot 100, piazzandosi al posto numero 89. Pattie Santos muore in un incidente stradale il 14 dicembre 1989.
C'è una reunion dei Beautiful Day nel 1997 sia sotto il nome di "David LaFlamme Band" che con quello di "It's a Beautiful Day", appena Katz lascia i suoi diritti sullo stesso. Ma nel nuovo gruppo vi sono solo due membri originali: il fondatore David LaFlamme e il batterista Val Fuentes. Gli altri membri della band sono Linda Baker LaFlamme (voce), moglie di David, Toby Gray (basso e produttore), Gary Thomas (tastierista e produttore), Rob Espinosa (chitarra) e Michael Prichard (percussioni). Nel 2009 continuavano ad esibirsi in concerto, dopo esser stati in tour con i Jefferson Starship nel 2007, e avendo LaFlamme contribuito a Jefferson's Tree of Liberty degli stessi Jefferson Starship nel 2008.
Una versione di White Bird della violinista Vanessa Mae, uscita nel 2001, raggiunge la posizione numero 66 delle classifiche inglesi dei singoli. Nel corso degli anni il brano è stato inciso anche dal virtuoso di bluegrass Sam Bush, e da innumerevoli altri musicisti.

## Formazione
- David LaFlamme - voce, violino, flauto (1967-73)
- Linda LaFlamme - tastiere (1967-69)
- Pattie Santos - voce, percussioni
- Val Fuentes - batteria, voce
- Mitchell Holman - basso, armonica, voce (1967-71)
- Hal Wagenet - chitarra, voce (1968-71)
- Fred Webb - tastiere, voce (1969-74)
- Billy Gregory - chitarra, voce (1971-74)
- Tom Fowler - basso, voce (1971-72)
- Bud Cockrell - basso, voce (1972-74)
- Greg Bloch - violino, mandolino (1973-74)

## Discografia

### Album

#### Album in studio
- 1969 - It's a Beautiful Day US Album Chart No. 47/UK Album Chart No. 28, 1970
- 1970 - Marrying Maiden US Album Chart No. 28/UK Album Chart No. 45, 1970
- 1971 - Choice Quality Stuff/Anytime US Album Chart No. 130
- 1972 - ...Today US Album Chart No. 114

#### Live
- 1972 - At Carnegie Hall US Album Chart No. 144
- 1998 - Creed of Love (Live 1971)

#### Raccolte
- 1973 - Choice Quality Stuff / Today
- 1974 - 1001 Nights
- 1995 - Greatest Hits
- 1998 - It's a Beautiful Day / Marrying Maiden (Rerelease)

#### Bootleg
- 1970 - Antiques
- 1970 - String Thing
- 1971 - Creed of Love
- 1999 - It's a Beautiful Day & Marrying Maiden
- 2009 - The Fillmore San Francisco
- Born Again
- Last Flight (Closing Fillmore West Concert)

### Singoli
- 1968 - Bulgaria / Aquarian Dream San Francisco Sound 7
- 1969 - White Bird / Wasted Union Blues Columbia 44928
- 1970 - Soapstone Mountain / Good Lovin' Columbia 45152
- 1970 - The Dolphins / Do You Remember the Sun Columbia 45309
- 1972 - Anytime / Oranges and Apples Columbia 45536
- 1973 - White Bird (live) / Wasted Union Blues (live) Columbia 45788
- 1973 - Ain't That Lovin' You Baby / Time Columbia 45853

## David LaFlamme
- 1976 - White Bird Amherst Records
- 1978 - Inside Out Amherst Records
- 2000 - Workin' the Gold Mine
- 2003 - Beyond Dreams Repertoire Records
- 2004 - Live in Seattle
- 2005 - Misery Loves Company[4]